# 恋の約束
「恋の約束」（こいのやくそく）は、西城秀樹の2枚目のシングル。1972年7月25日にRCAから発売された。

## 解説
- 作詞・作曲はたかたかしと鈴木邦彦である[2]。このコンビは以降、「チャンスは一度」や「青春に賭けよう」、「情熱の嵐」などの楽曲を手がけることになる。
- オリコンでは最高位18位（100位内20週）にランクインし14.0万枚のセールスを記録[1]、シングル2作目にして売上げ10万枚を突破した。

## 収録曲
（全作詞：たかたかし／作曲：鈴木邦彦／編曲：葵まさひこ）
1. 恋の約束
2. 若いふたりの海

## この頃のできごと
- 1972年8月8日 - 東京郵便貯金ホールにて、初のワンマンショーを開催する[3]。

## 収録アルバム
- 『ワイルドな17才』